# ロシアのクリミア侵攻
ロシアのクリミア侵攻（ロシアのクリミアしんこう）は、2014年ウクライナ騒乱が発生して以来、ロシア連邦がウクライナ領のクリミア自治共和国に対して開始した軍事侵攻。

## 経緯
2014年2月27日、所属不明の武装勢力がクリミア自治政府の庁舎と議会を占拠。翌2月28日には首都シンフェロポリの空港が占拠された。
武装勢力が占拠する中でクリミア議会はウクライナの暫定政権を承認した自治共和国首相アナトリー・モギリョフを解任し、その後任として親露派のセルゲイ・アクショーノフを任命した。クリミア議会による自治共和国首相の解任・任命は自治共和国憲法で規定されているウクライナ大統領の同意を得ず、モギリョフの解任とアクショーノフの選出は武装勢力が議会を封鎖する中で非公開で行われ、出席した議員の数は定数の半数以下だった。
3月1日、クリミアのロシア系住民がロシアへの庇護を求めたのに応じて、ロシア上院はロシア軍がウクライナおよびクリミア自治共和国で、同国の社会、政治情勢が正常化するまで軍事力を行使することを承認した。
ロシア軍はクリミア半島の一部の施設を占拠して半島を実効支配し、3月2日にはウクライナ海軍総司令官であったデニス・ベレゾフスキー提督がロシアへと亡命した。

## 他国の反応
- アメリカ合衆国 - 3月1日、アメリカ大統領のオバマはロシア大統領のプーチンと電話会談を行い、強い苛立ちを表明した[7]。
- 日本 - 文部科学省出身の駐ウクライナ日本大使坂田東一が退任し、後任として外交官の角茂樹が着任した。
- 3月2日、G7[注釈 2]首脳はホワイトハウスを通じてロシア政府による軍事介入の動きを非難し、同年6月にロシアのソチで予定されていたG8サミットに向けた準備会合へのボイコットを発表した[8]。